# Very High Readiness Joint Task Force
Die Very High Readiness Joint Task Force (VJTF; deutsch Einsatzgruppe mit sehr hoher Einsatzbereitschaft) war ein schnell verlegbarer Eingreifverband der NATO im Rahmen der NATO Response Force (NRF) in Brigadestärke. Die Einheit wurde gemeinhin auch als Schnelle Eingreiftruppe der NATO bezeichnet. Die VJTF lief 2024 aus und wurde durch die Allied Reaction Force (ARF) abgelöst.

## Geschichte

### Aufstellung und Einsatzbereitschaft der ersten Task Force
Bedingt durch die Annexion der Krim durch Russland und den russischen Krieg in der Ukraine initiierte die NATO auf dem Gipfeltreffen in Newport (Wales) am 4. und 5. September 2014 den „Readiness Action Plan“ zum Schutz der NATO-Ostflanke. Sie soll die Reaktionsschnelligkeit der NATO-Reaktionskräfte (NRF) steigern. Die VJTF soll nach Angaben des NATO-Generalsekretärs Jens Stoltenberg noch schneller, wendiger und handlungsfähiger sein als die bisherigen NRF-Einheiten der NATO und soll in höchster Bereitschaft aufgestellt werden.
NATO-Planer zogen die Möglichkeit in Betracht, dass eine Aggression der Russischen Föderation in Form einer hybriden Kriegsführung, wie gegen die Ukraine, auch gegen kleinere Mitgliedsstaaten, wie etwa Estland, möglich ist.
Die volle Einsatzbereitschaft (Full Operational Capability; FOC) der VJTF sollte im Jahr 2017 erreicht werden. Eine grundsätzliche Einsatzbefähigung (Operational Capability) war bis zum NATO-Gipfeltreffen in Warschau 2016 geplant und wurde auch erreicht.
2015 wurde unter Führung des Panzergrenadierbataillon 371 ein erstes Kontingent aufgestellt. Deutschland, die Niederlande und Norwegen hatten angeboten ihre für die NRF vorgesehenen Verbände zu einer vorläufigen VJTF zusammenzustellen. Der vorläufige Verband ist laut NATO eine Zwischenlösung, bis 2016 eine größere Einheit organisiert sei.

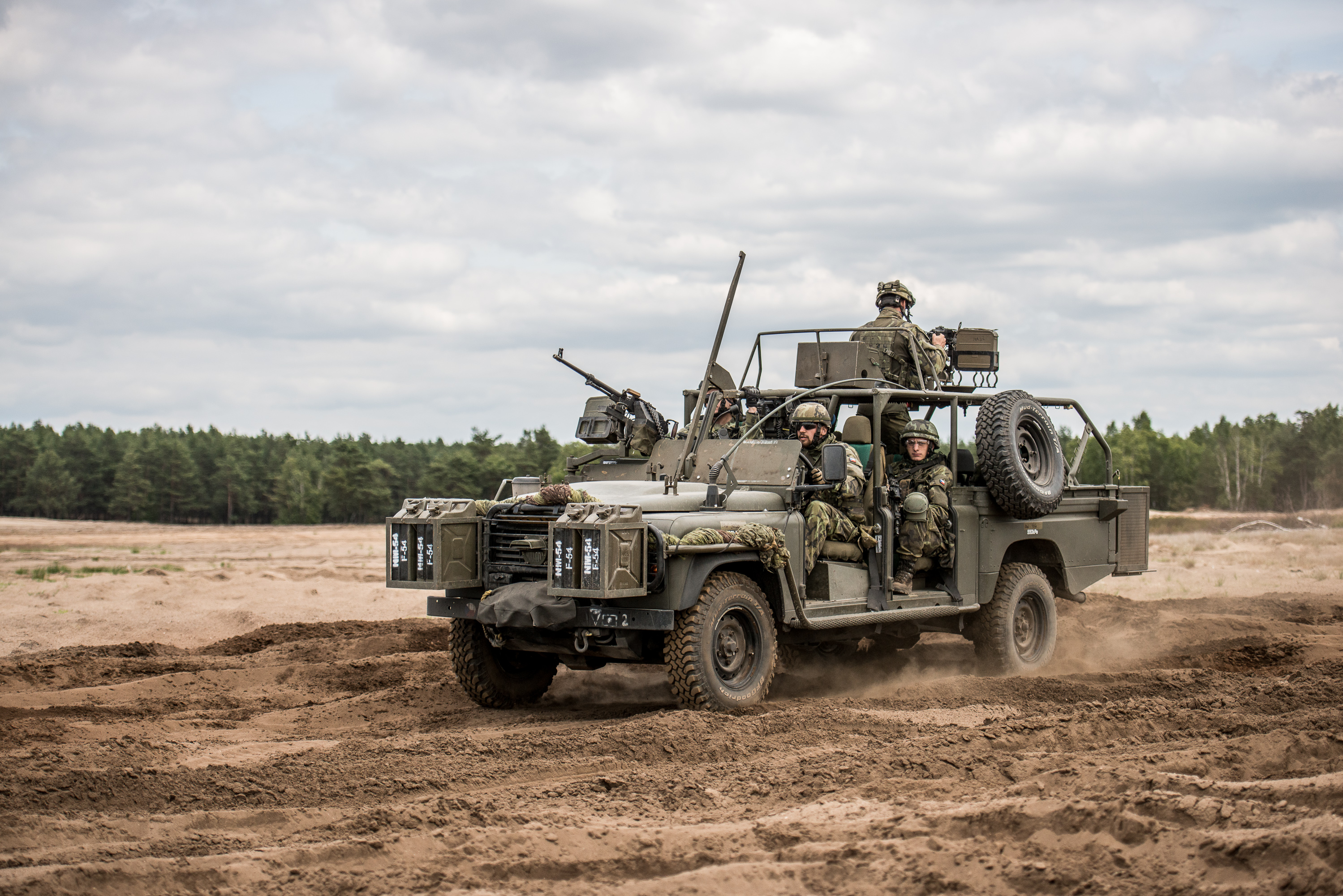
Tschechische Soldaten bei der Übung Noble Jump (9.–19. Juni 2015) auf dem Truppenübungsplatz Żagań in Polen

Im Rahmen der Vorbereitungen der VJTF stellte die Bundeswehr ihre Kaserne in Münster als Hauptquartier zur Verfügung. Das dort stationierte deutsch-niederländische Korps sollte die erhöhte Führungs- und Einsatzbereitschaft der NATO vorbereiten. Die Bundeswehr hatte schon vor Beginn des Russisch-Ukrainischen Kriegs zugesagt, 2015 einen Großteil der Truppen für die bis dahin geplante schnelle Eingreiftruppe zu stellen.
Der Test der neu aufgestellten Einheit begann am 1. April 2015 mit der Alarmierungsübung (Alert Exercise) als Teil des Manövers Noble Jump. Dabei wurde die Alarmierungskette vom NATO-Hauptquartier SHAPE in Belgien über das zuständige NATO-Kommando in Neapel und das Deutsch-Niederländische Korps in Münster bis zu den Einheiten in Deutschland, den Niederlanden, Norwegen und Tschechien getestet. Es ging vor allem darum die (bürokratischen) Abläufe zu testen, Truppen sollten sich allenfalls zu Sammelpunkten im eigenen Land bewegen, zum Beispiel auf den niederländischen Flugplatz Eindhoven. Es folgten im Mai und Juni 2015 die Gefechtsübung Falcon Viking auf dem Truppenübungsplatz Bergen und anschließend der zweite Teil des Manövers Noble Jump, in dem die kurzfristige Verlegung in den Einsatzraum (Truppenübungsplatz Żagań (Polen)) geübt werden sollte.
Am 18. Juni 2015 erklärte der NATO-Oberkommandierende, der US-General Philip M. Breedlove die VJTF offiziell als einsatzbereit.

### Weitere Rotationen und Übungsbetrieb

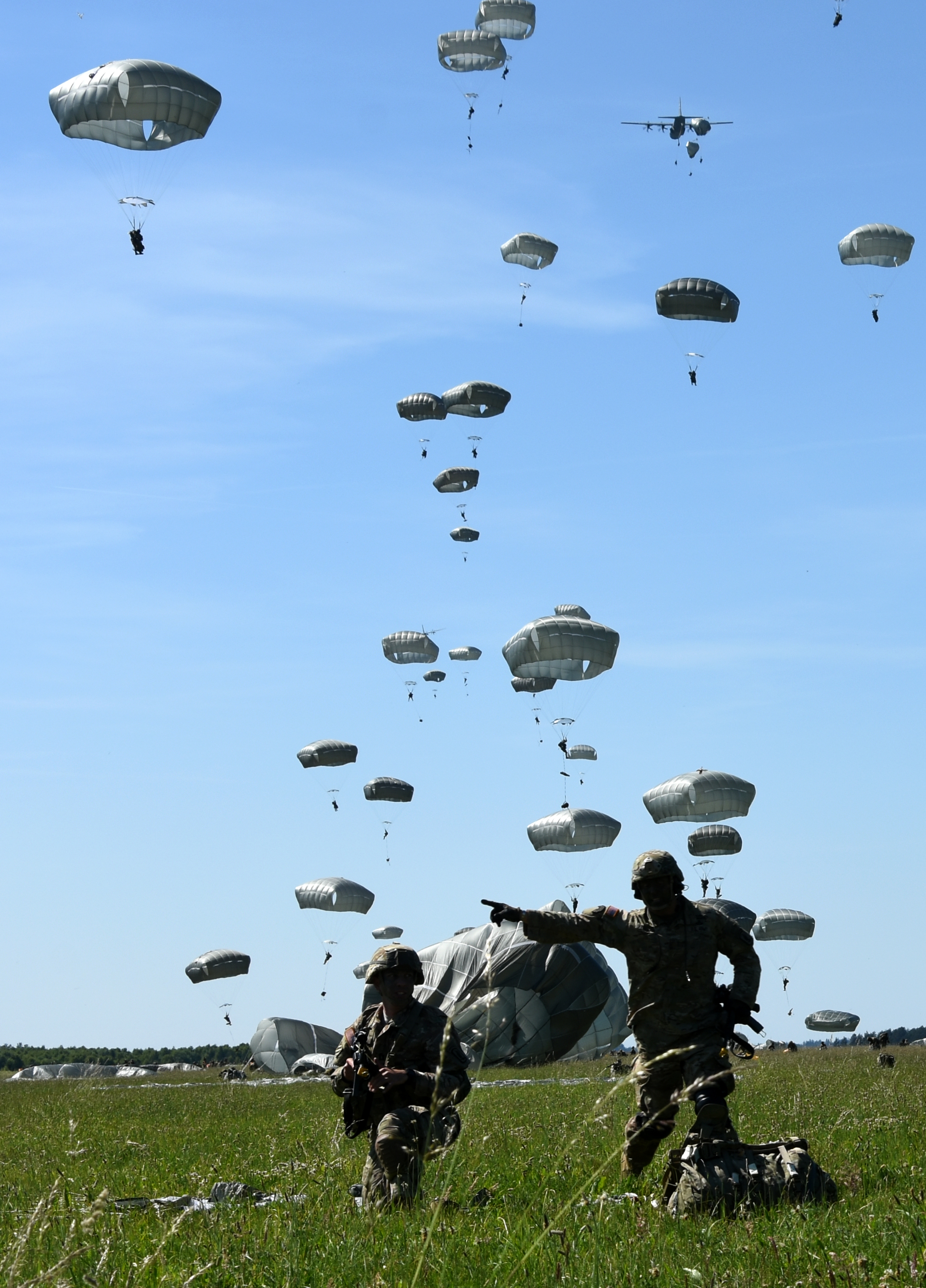
Luftlandung während des Manövers Anakonda 2016

In den folgenden Jahren ging die VJTF in einen regelmäßigen Rotationsbetrieb über, wobei jede Brigade faktisch etwa drei Jahre im Einsatz ist, von Beginn der Vorbereitung, bis zum Ende der Stand-Down-Phase (nach Einsatzbereitschaft der nachfolgenden Task Force verringert sich das Maß der Verfügungsbereitschaft, in dem die Einheit dann nur noch innerhalb von 30 Tagen marschbereit sein muss).
Nach der Übung Trident Juncture im Herbst 2015, wurde die zweite VJTF für 2016 zertifiziert, ebenso wie das NRF-Hauptquartier für 2016, das JFC Brunssum.
2016 folgten die Übungen Anakonda 2016 in Polen und Brilliant Capability 2016. Nach letzterer wurde das Multinationale Korps Nord-Ost einsatzfähig, um das Kommando über die Very High Readiness Joint Task Force zu übernehmen. 
In den folgenden Jahren wurde der Test der Einsatzbereitschaft der VJTF in einem regelmäßigen Übungsbetrieb überprüft. Ab Sommer 2017 wurde die Übung Noble Jump zweijährig durchgeführt, um die Einsatzbereitschaft der jeweils im Jahr darauf vorgesehenen VJTF zu verifizieren. Noble Jump fand 2019, genau wie bereits 2015 in Żagań/Polen statt. 2017 und 2021 wurde die Übung in Rumänien durchgeführt, 2021 zusätzlich in das Großmanöver Steadfast Defender 2021 eingebettet, bei welcher etwa 9.000 Soldaten beteiligt waren und wo neben den Fähigkeiten der VJTF auch Seekräfte und Kommandostäbe am Übungsbetrieb teilnahmen. In den Jahren zwischen Noble Jump, wurden Trident Juncture (2015, 2018) und Brilliant Jump (2016, 2020) durchgeführt.

### Kontingente
| Nr. | Jahr | Führungsnation         | Leitverband                                            | Weitere beteiligte Nationen |
| --- | ---- | ---------------------- | ------------------------------------------------------ | --- |
| 1   | 2015 | Deutschland            | Panzergrenadierbataillon 371                           | unter anderem: Niederlande, Norwegen |
| 2   | 2016 | Spanien                | Brigade "Galicia" VII                                  | unter anderem: Polen |
| 3   | 2017 | Vereinigtes Königreich | 20th Armoured Brigade (3rd Division)                   | Polen, Rumänien, Bulgarien, Vereinigte Staaten, Dänemark, Spanien and Norwegen                                                                       |
| 4   | 2018 | Italien                | 132ª Brigata corazzata “Ariete”                        | Spanien, Albanien, Litauen, Portugal, Ungarn and Slowenien                                                                                           |
| 5   | 2019 | Deutschland            | Panzerlehrbrigade 9                                    | Niederlande, Norwegen, Belgien, Luxemburg, Tschechien, Lettland, Litauen und Frankreich                                                              |
| 6   | 2020 | Polen                  | 21. Podhale-Schützen-Brigade                           | Bulgarien, Tschechien, Ungarn, Italien, Litauen, Lettland, Portugal, Rumänien, Spanien, Slowakei, Türkei, Vereinigtes Königreich, Vereinigte Staaten |
| 7   | 2021 | Türkei                 | 66. mechanisierte Infanteriebrigade (1. Armee)         | Albanien, Ungarn, Italien, Lettland, Montenegro, Polen, Rumänien, Slowakei, Spanien, Vereinigtes Königreich, Vereinigte Staaten                      |
| 7   | 2022 | Frankreich             | Deutsch-Französische Brigade                           | Deutschland, Polen, Portugal, Spanien |
| 8   | 2023 | Deutschland            | Panzergrenadierbrigade 37                              | Niederlande, Norwegen, Tschechien, Belgien, Litauen, Lettland, Luxemburg, Slowenien                                                                  |
| 9   | 2024 | Vereinigtes Königreich | 7th Light Mechanised Brigade Combat Team (1. Division) | unter anderem: Spanien |

Das Konzept wurde ab 2022 im Rahmen eines New Force Models weiterentwickelt und die VJTF ging Mitte 2024 in der Allied Reaction Force (ARF) auf.

### Galerie

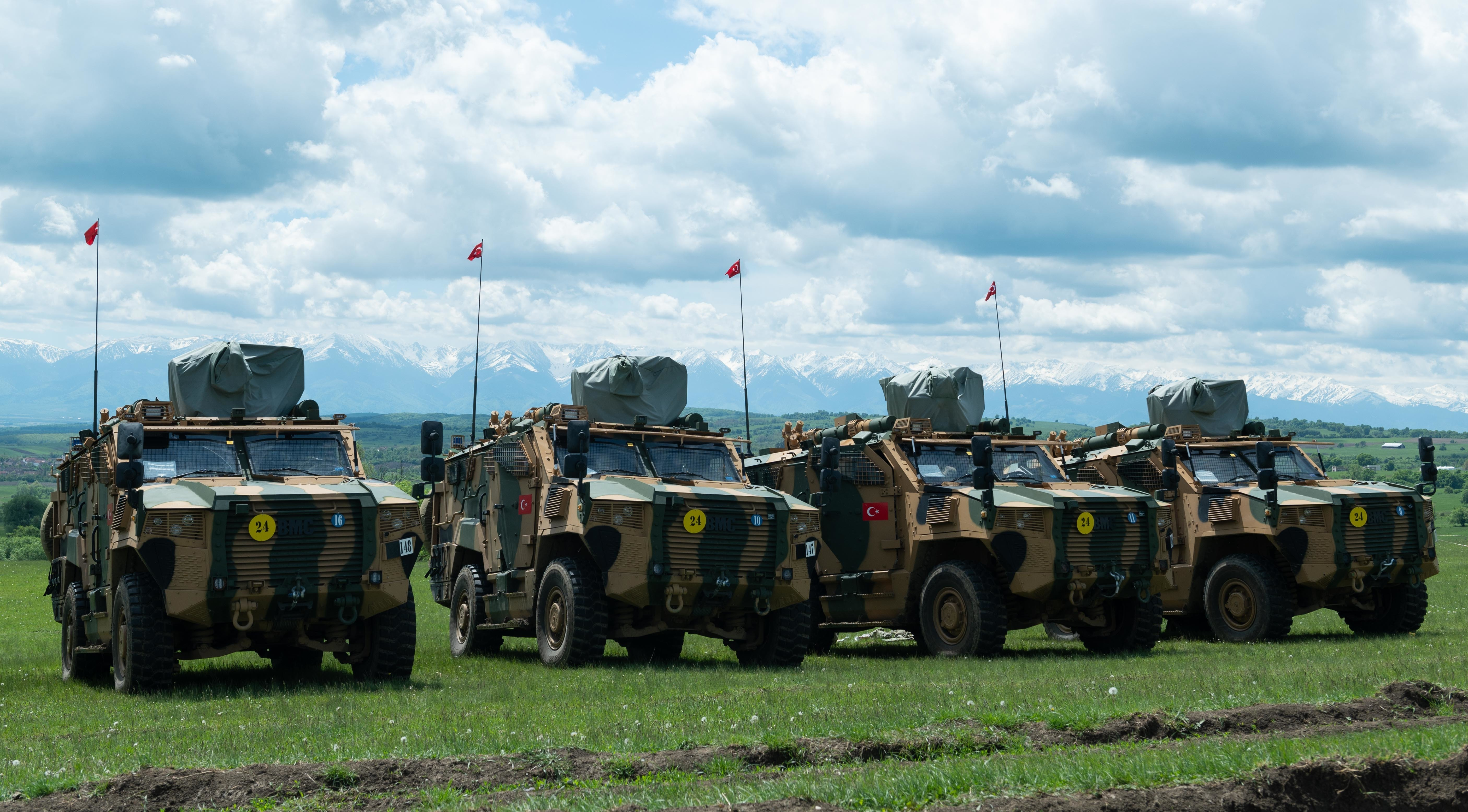
Türkische BMC Vuran Fahrzeuge bei der Übung Steadfast Defender 2021
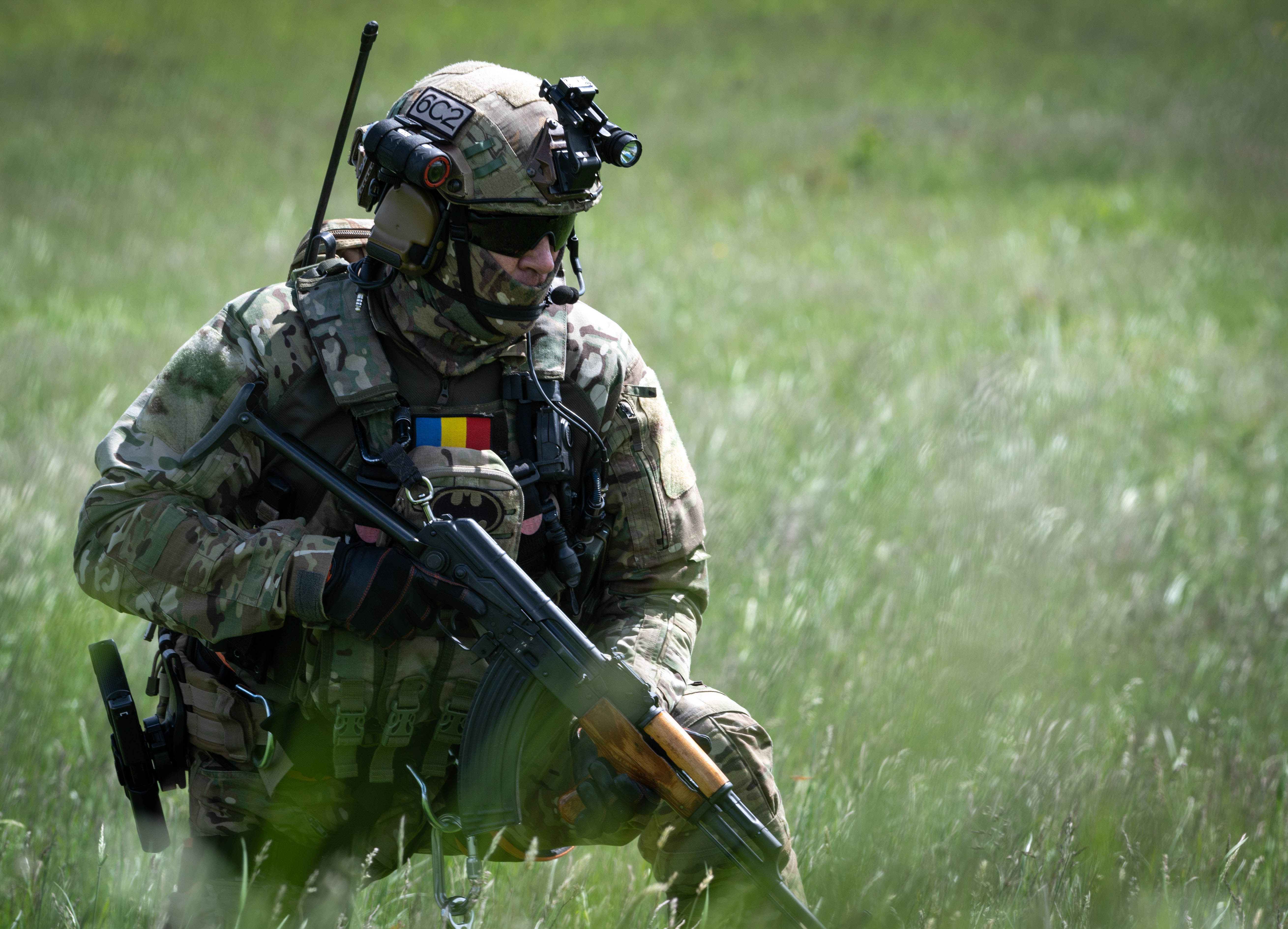
Rumänischer Soldat bei der Übung Steadfast Defender 2021
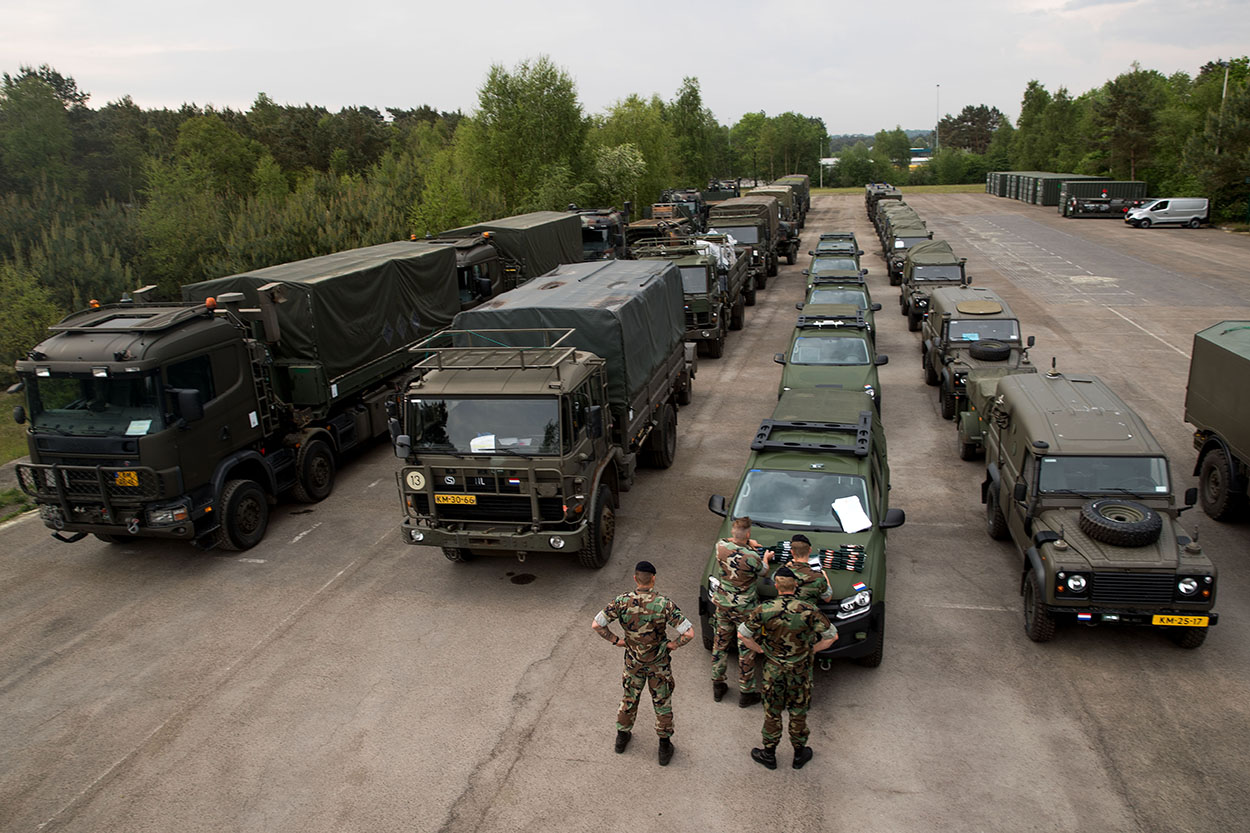
Niederländische Marineinfanteristen 2017 beim Verladen der Ausrüstung im Vorfeld der Übung Noble Jump 2
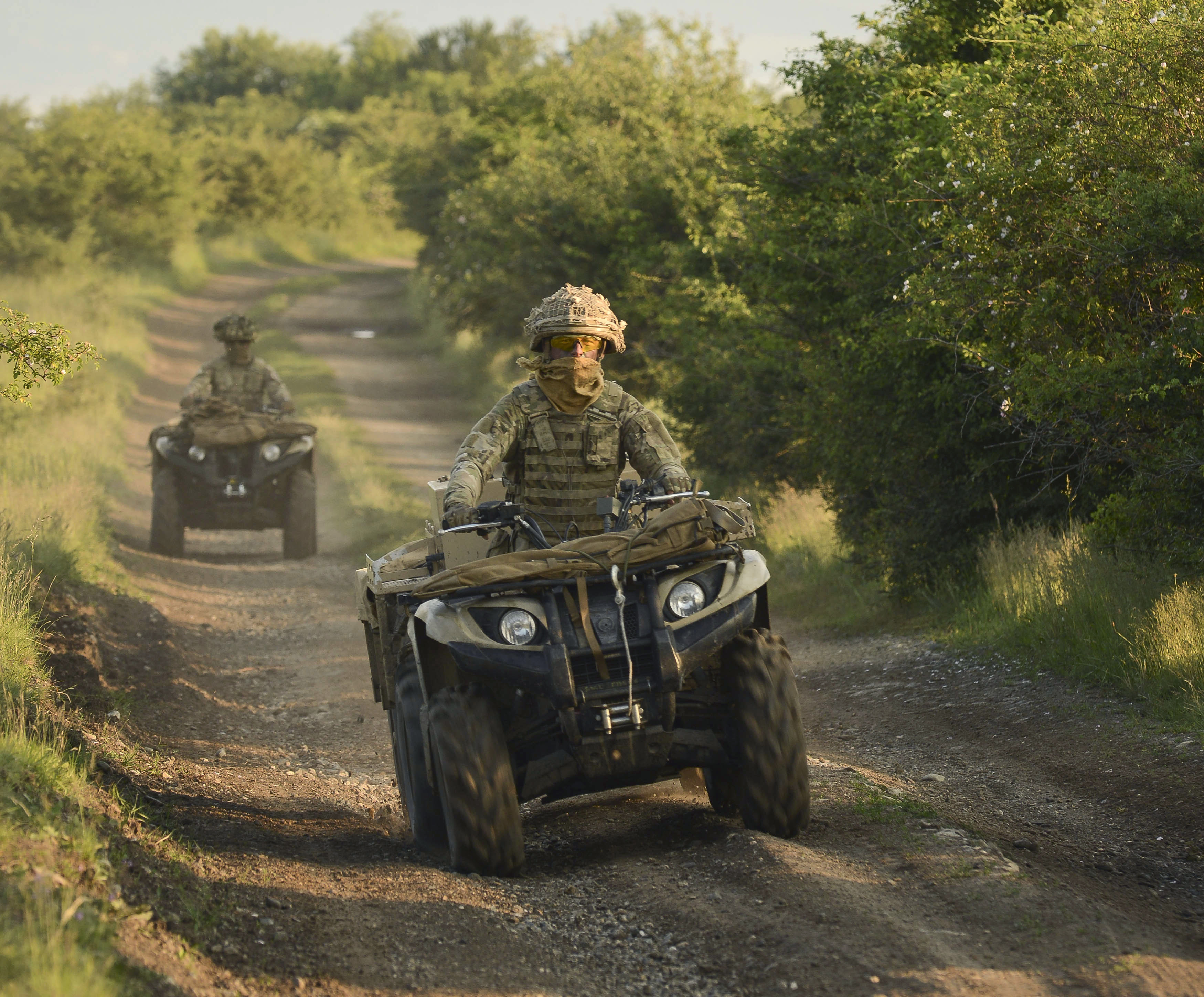
Britische Soldaten der Grenadier Guards bei Noble Jump 2 in Rumänien.
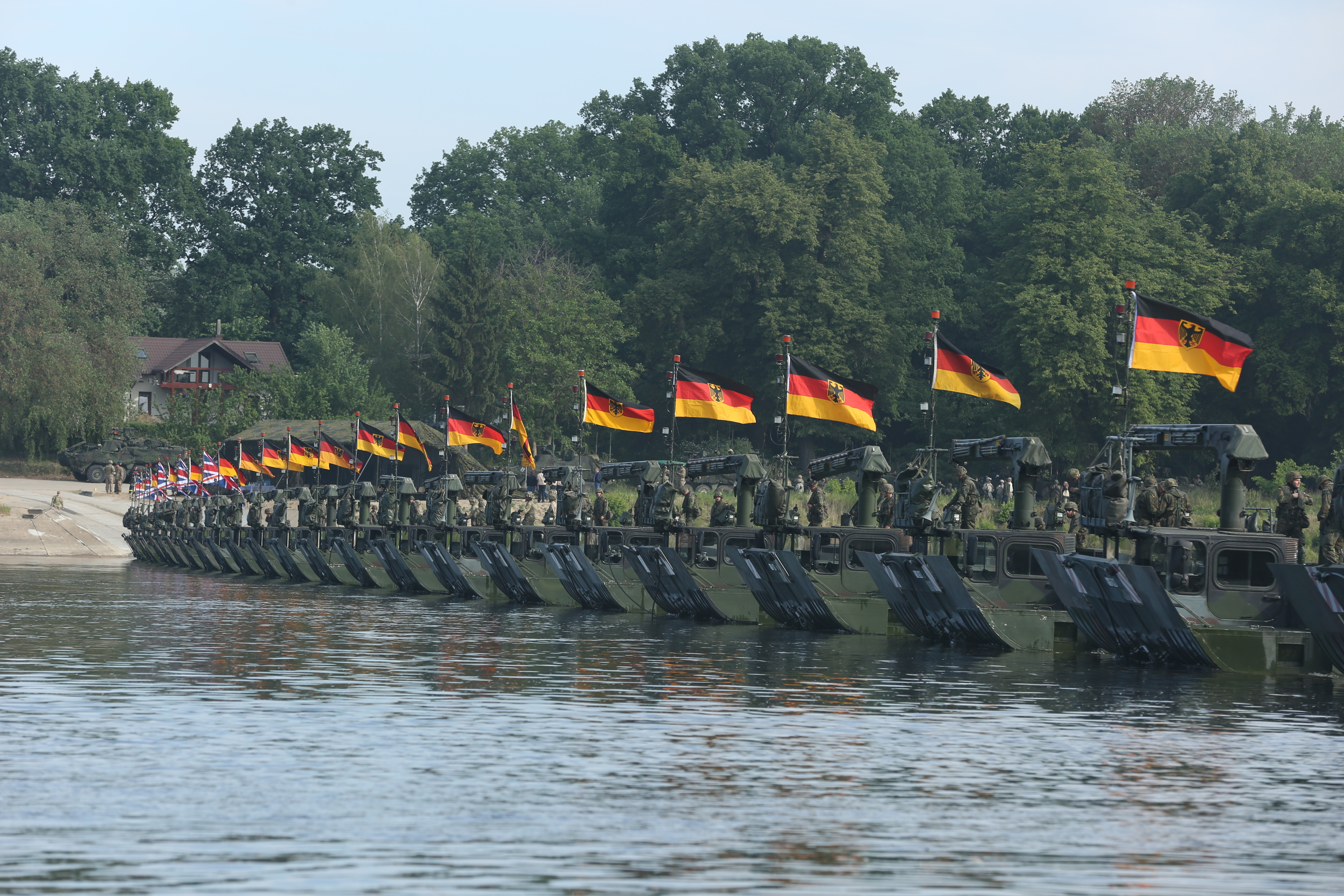
Schwimmbrücke, erbaut von deutschen und britischen Pionieren mit der Amphibie M3 während der Übung Anakonda 2016

## Zusammensetzung
Die VJTF bestand aus einem multinationalen Landstreitkräftekontingent von 5.000 Soldaten in bis zu fünf Bataillonen und zusätzlich aus Komponenten der Luftstreitkräfte, Seestreitkräfte, Spezial- und Unterstützungskräfte, insgesamt etwa 20.000 Soldaten. Die Führungsverantwortung für den Verband wurde abwechselnd jeweils von einem anderen Land übernommen. Deutschland, Großbritannien, Frankreich, Italien, Polen und Spanien erklärten sich bereit, in den nächsten Jahren die Führung der VJTF zu übernehmen. Hauptquartier war das Multinationale Korps Nord-Ost in Stettin.
Für die schnelle Bereitstellung sollten in Ergänzung kleine Führungs- und Kontrolleinrichtungen, sogenannte NATO Force Integration Units (NFIU), in Bulgarien, Estland, Lettland, Litauen, Polen und Rumänien aufgestellt werden und nach dem Rotationsprinzip besetzt werden. Die nach wie vor bestehenden NFIU arbeiten dabei eng mit Stellen des Gastlandes zusammen, um logistischen Netzwerke, Fragen des Transports und Unterstützung in der Infrastruktur zu erkunden. Mit Hilfe der NFIUs sollten einige Einheiten der VJTF in nur zwei Tagen einsatzbereit sein.

## Herausforderungen für die beteiligten Verbände und Nationen
Für die Bundeswehrsoldaten im Einsatz als VJTF bedeutete dies eine Ausbildung auf den höchsten Stand und die in der Regel eingesetzten Zeitsoldaten hätten im Ernstfall im Rahmen der VJTF binnen zehn Stunden in der Kaserne sein müssen, da die Vorhut zwei bis drei Tage nach der Alarmierung aufbrechen sollte, die Hauptkräfte nach fünf bis sieben Tagen.
Vor allem der erste Einsatz eines deutschen Bataillons als Leitverband der VJTF stellte für die Bundeswehr große Herausforderungen an die Materialverfügbarkeit dar. So musste Material im ganzen Heer zusammengesammelt werden, da die vorgesehenen Einheiten bei Weitem nicht das komplette Material, das sie für Übungen und Einsätze brauchten, zur Verfügung hatten.

## Kritik
Der Chef des estnischen Militärnachrichtendienstes, Oberstleutnant Kaupo Rosin, bezweifelte, dass die politischen Entscheidungsträger die Truppe schnell genug entsenden würden. Er stützte seine Einschätzung auf die teils wochenlange Weigerung einiger Staaten, die unmarkierten Spezialeinheiten der Russischen Föderation, die die Krim besetzt hatten, auch als russische Truppen anzuerkennen. Es werde problematisch sein, diesen NATO-Staaten rechtzeitig überzeugende Beweise vorzulegen. Nach Einschätzung von Militäranalysten und der des NATO-Generals Ben Hodges vom Juni 2016 könnten Truppen der Russischen Föderation die Hauptstädte des Baltikums in 36 bis 60 Stunden erobern und damit früher, als die NATO ihre Verstärkungen aufmarschieren lassen könne.
Der frühere Vorsitzende des Verteidigungsausschusses des Deutschen Bundestages, Hans-Peter Bartels (SPD), kritisierte die unzureichende personelle Ausstattung der VJTF. „Mit 5000 Mann verteidigt die Nato kein einziges Land“, so Bartels.
Im Dezember 2022 wurde ein für den Verteidigungsausschuss vorgesehener vertraulicher Bericht des Verteidigungsministeriums bekannt, in welchem dargestellt wird, dass die Bundeswehr die VJTF-Verpflichtungen im Jahr 2023 nur unter erheblichen Einschränkungen erfüllen wird. Problematisch seien neben fehlender Artilleriekräfte vor allem die Bereiche Flugabwehr, Führungsfähigkeit (Mangel an Digitalfunk) und Sanität (fehlende Ausstattung mit Einzelverbrauchsgütern).